# The Incredible String Band
The Incredible String Band (ou ISB) é uma banda acústica escocesa que nos anos 60 formou uma base de fãs entre o movimento de contra-cultura britânico, além de serem considerados pioneiros no estilo psych folk.
O grupo foi formado em 1965 pelos músicos folk escoceses Robin Williamson, Mike Heron e Clive Palmer. Depois de uma carreira instável e trocas de formação nas décadas seguintes a ISB continua se apresentando no Reino Unido e ocasionalmente em shows internacionais.

## Discografia
- The Incredible String Band (1966)

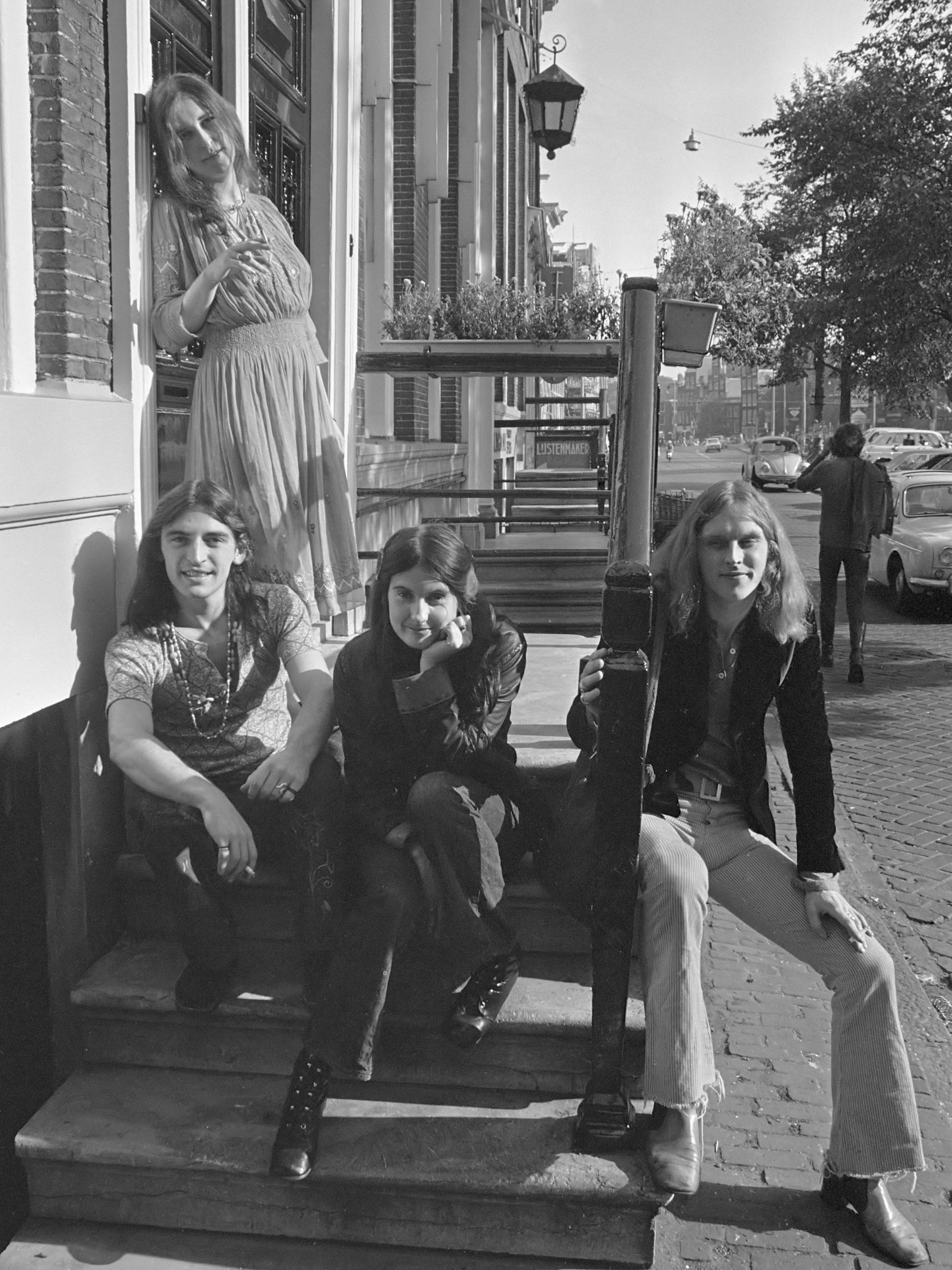

- The 5000 Spirits or the Layers of the Onion (1967)
- The Hangman's Beautiful Daughter (1968)
- Wee Tam and the Big Huge (1968)
- Changing Horses (1969)
- I Looked Up (1970)
- U (1970)
- Be Glad for the Song Has No Ending (1970)
- Relics
- Liquid Acrobat as Regards the Air (1971)
- Earthspan (1972)
- No Ruinous Feud (1973)
- Hard Rope and Silken Twine (1974)
- Seasons They Change (1976)